# Imraan
Imraan (Arabisch: عمران) is in de Koran de vader van Maryam. Traditioneel wordt Imraan tevens met Amram, de vader van (onder anderen) Mirjam, geïdentificeerd. De naam Imraan komt in de Koran driemaal voor, tweemaal in Soera Het Geslacht van Imraan en eenmaal in Soera De Verbodenverklaring.
De identiteit van Imraan blijkt onder meer uit de volgende Koranpassage:
Toen de vrouw van Imraan zei: "Ik draag aan U op wat in mijn baarmoeder is, (...)" En ik heb haar Maryam genoemd en ik stel haar en haar nageslacht onder Uw bescherming tegen satan, de verworpene." Daarom nam haar Heer haar met welbehagen aan en deed haar goed opgroeien en vertrouwde haar aan Zakaria toe. (Soera Het Geslacht van Imraan 35-37)

## Imraan/Amram
De Arabische naam Imraan wordt binnen de islam opgevat als een vertaling van de Hebreeuwse naam Amram. Hoewel de laatste letter van de namen niet gelijk is, is dit te verklaren doordat binnen de fonologie zowel de 'm' als de 'n' een neusklank zijn. De gedekte klinkers van het Arabisch leveren doorgaans verschillen op in de transcriptie.
Door deze gelijkstelling van namen wordt ook de persoon Imraan gelijkgesteld aan de persoon Amram, die in de Thora en het Oude Testament te boek staat als de vader van Mirjam, Mozes en Aäron.
De identificatie "Imraan is Amram" kan worden ondersteund met de overweging dat Maryam en Mirjam in het Arabisch dezelfde naam is. Daarnaast wordt Maryam in de Koran ook "zuster van Harun (Aäron)" genoemd, wat overeenkomt met het gegeven dat Aäron de broer van Mirjam was. Tegen deze identificatie pleit dat Maria en Mirjam ongeveer 1500 jaar na elkaar leefden, zodat Imraan niet tegelijk de natuurlijke vader van Maryam en de vader van Mirjam kan zijn. Sommige arabisten komen tot de conclusie dat de Koran kennelijk verbanden legt die historisch gesproken niet 'kloppen', maar gaan ervan uit dat het in de Koran niet om het geven van informatie is te doen, maar om het overbrengen van een boodschap.
Om deze tegenstrijdigheid op te lossen is wel geopperd dat de uitdrukking "zuster van Aäron" overdrachtelijk zou moeten worden opgevat. In deze opvatting wordt beweerd dat Imraan de vader van Aäron is en dus identiek met Amram, maar wordt een historische verwantschap bedoeld met Maria, niet een directe. Het kan vergeleken worden met het feit dat in de bijbel staat dat Jezus zoon is van David.

## Voetnoten
1. ↑  Translations of Surah 3, Al-i'Imran Ayah 35, Community Qur'an: "Hannah is therefore both a descendant of the priestly house of Imran and the wife of Imran,-"a woman of Imran" in a double sense, ..." (archiefpagina)
2. ↑  De Koran, vertaling van prof. dr. J.H.Kramer, bewerkt door drs. Asad Jaber en dr. Johannes J.G. Jansen, 2003, uitgeverij De Arbeiderspers, blz. 274, bij Soera Maria 8-10 wordt verwezen naar Lucas 1:18 en 1:20
3. ↑  De Koran verstaan, Anton Wessels, Uitgeverij Kok, 1986, ISBN 9024241154
4. ↑  Haleem. Mary, the sister of Aaron?, answering-christianity.com